# Cerastium dominici
Cerastium dominici là loài thực vật có hoa thuộc họ Cẩm chướng. Loài này được Favarger mô tả khoa học đầu tiên năm 1976.